# Liste der Jurchen-Häuptlinge

## Liste derJurchen-Häuptlinge während der Liao-Dynastie (926–1115)

### „Wilde“ Jurchen oder Sheng Jurchen (生女眞) desWanyan-Clans
- Wanyan Hanpu 完顏函普 (金始祖) (941–960)
- Wanyan Wulu 完顏烏魯 (金德帝) (960–962)
- Wanyan Bahai 完顏跋海 (金安帝) (962–983)
- Wanyan Suike 完顏綏可 (金獻祖) (983–1005): Im Jahre 1003 vereinigte der Wanyan-Stamm unter seiner Führung fünf Stämme in einer Föderation/einem Bund genannt die "Fünf Nationen/Völker” (wuguobu 五國部: Punuli (蒲努里/蒲奴里/蒲聶), Tieli 鐵驪, Yuelidu (越裡篤國), Aolimi (奧里米國) und Puali 剖阿里國).
- Wanyan Shilu 完顏石魯 (金昭祖) (1005–1021)
- Wanyan Wugunai 完顏烏古迺 (金景祖) (1021–1074): Unterdessen ordnete König Hyung an, das Bauwerk einer Mauer (Cheolli Jangseong) vom Song-ryung-Pass (in der Mündung des Yalu-Flusses in der Nähe von Uiju im Westen bis zu den Grenzen des Jurchen Stammes im Nordosten um Hamheung) fortzusetzen und fertigzustellen.
- Wanyan Helibo (完颜劾里钵) Shizu (金世祖) (1074–1092)
- Wanyan Pochishu 完顏頗剌淑 (金肅宗) (1092–1094)
- Wanyan Yingge (完颜盈歌) Muzong (金穆宗) (1094–1103)
- Wanyan Wuyashu (完顏烏雅束/完颜乌雅束) Kangzong (金康宗) geb. 1061 (1103–1113)
- Wanyan Aguda (完颜阿骨打) Taizu (金太祖) geb. 1068 (1113–1123)

## Die Jin-Dynastie (1125–1234)
Siehe Hauptartikel Jin-Dynastie

## Liste der Jurchen-Häuptlinge während der Yuan-Dynastie (1234–1368)
- 삼선 (三善) & 삼개 (三介) um das Jahr 1364
- 호발도 (胡拔都) um das Jahr 1383

## Liste der Jurchen-Häuptlinge während der Ming-Dynastie (1368–1644)

### Liste derJianzhou-Jurchen-Häuptlinge
Angesiedelt an den Ufern des 파저강(婆猪江: 鴨佳江) und des Hun-Flusses (渾江)

#### OdoliClan (1405–1616) (俄朵里 oder 斡都里 oder 斡朵里 oder 吾都里 oder 斡朵怜)
- Bukūri Yongšon (布库里雍顺)
- Mengtemu (孟特穆) oder Möngke Temür (童孟哥帖木兒) (1405–1433) (Tempelname: Zhàozǔ 肇祖)
- Cungšan (充善) geb. 1419 (1433–1467) (Tempelname: Chúndì 纯帝)
- Fanca († 1458)
- Tolo (妥罗) (1467–1481) (Tempelname: Xīngdì 兴帝)
- Sibeoci Fiyanggū (锡宝齐篇古) (1481–1522) (Tempelname: Zhèngdì 正帝)
- Fuman (福满) (1522–1542) (Tempelname: Xingzu 兴祖)

#### Huligai-Clan (胡里改) (1403–?)
- Ahacu (阿哈出) (Li Sicheng) (李思誠) († 1409–1410)
- Šigiyanu 釋加奴 (Li-Hsien-chung/Li Xianzhong) (李顯忠)
- Li-Man-chu (Li Manzhu) (李滿住) (geb. 1407; † 1467)

#### Die 毛怜 Maolian-Jurchen (1405–?)
Synonyme: Wu-liang-ha, Orankha, Oranke (兀良哈/乙良哈) koreanischen Aufzeichnungen zufolge, Orangai (瓦爾哈; オランカイ) japanischen Aufzeichnungen zufolge.

Ansiedlung: Sie siedelten südlich des Suifen-Flusses (绥芬河 oder 速平江), im Nordwesten von Hui-ning oder Hoeryong (회령; 會寧; 会寧) unter Führung eines der Söhne von Ahacu (阿哈出).
- 낭패아한/낭발아한 (浪悖兒罕/浪孛兒罕) ca. 1460
- 동속로첩목아 (童速魯帖木兒) ca. 1460
- 이탕개/니탕개(尼湯介) ca. 1583–1587
- 번호(藩胡) ca. 1583–1587
- 울지내(鬱只乃) ca. 1583–7
- 최고시첩목아(崔古時帖木兒)

#### Udige-Clan (兀狄哈)
- 알목하(斡木河)
- 맹가(孟哥) ca. 1433
- 범찰(凡察)
- 이이(耳伊)
- Sie drangen in das Joseon-Territorium in den Jahren 1402, 1410 und 1436 ein (siehe 곽승우(郭承祐) und 조연(趙涓)), im Jahr 1460 mit den Oranke (siehe auch 신숙주(申叔舟))
- Sie wurden von dem koreanischen General Heo Jong 허종(許琮) (1434–1494) im Jahre 1491 geschlagen, unter der Herrschaft von Seongjong von Joseon (siehe auch 조산보(造山堡) und 나사종(羅嗣宗)).

#### 蘇克素護 Suksuhu-Fluss- oder 苏克苏护 毕拉  Suksuhu bira-Clan:Aisin Gioro
- Wang Gao (王杲) († 1575)
- Atai (阿台) (1575–1583) & 阿海 & 阿弟
- Nikan Wailan (尼堪外兰) († 1586)
- Giocangga (觉昌安) (1542–1571) (Tempelname: Jǐngzǔ 景祖)
- Taksi (塔克世) (1571–1583) (Tempelname: Xiǎnzǔ 显祖)
- Nurhaci (努尔哈赤) (Tempelname: 太祖)

### Liste derHaixi-Jurchen-Häuptlinge
Angesiedelt nahe dem Ufer des Songhua-Flusses

#### 扈伦Hulun-Konfederation-Clan
- 纳齐布录
- 尚延多尔和其(多拉胡其)
- 嘉玛额
- 都尔机
- 古对珠延
- 绥屯
- 速黑忒
- 克什纳

#### 葉赫 / 叶赫Yehe- oderYehe-Nara-Clan
Siedlung: Ufer des Yehe-Flusses südlich von Changchun
- Šingedaruhan 星垦达尔汉/星根達爾漢
- Širugemingado 席尔克明噶图/席爾克明噶圖
- Cirugani 齐尔噶尼/齊爾噶尼
- Cukungge 祝孔格/褚孔格
- Taicu 太杵
- Yangginu (楊吉砮) & Cinggiyanu (淸佳砮) († 1584)
- Narimbulu (纳林布录) (1590–1599) 庚寅
- Jintaiji (金台石) (1599–1609) (己巳)

#### Hata/Hada-Clan (哈達 / 哈达) (1543–1601)
Siedlung: südlich des Yehe-Clans (östlich von Kaiyuan), der südlichste der Haixi-Jurchen.
- Wangji Wailan 旺济外兰(王忠) 1543(?)–1548(?)
- Wang Tai (萬汗/王台) 1548–1582
- Fan Shang 反商 1582–1594
- Horhan 扈尔罕 1594–1596
- Menggebulu 孟格布录 1596–1599
- 武尔古岱 1599–1601

#### Ula(烏拉/乌拉) Clan (1405–1616)
Siedlung: Hulan-Fluss (nördlich von Harbin)
- 布顔
- Buyangan 布顔干
- Mantai (满泰) (1596–1613), Vater von Lady Abahai (阿巴亥)
- Bujantai (布占泰) (1613–1615), jüngerer Bruder von Mantai

#### Hoifa-Clan (輝發 / 辉发) (?–1607)
- 胜古力
- 背陈
- 纳灵刚
- 拉哈
- 加哈义
- 奇内根
- Wangginu 汪加奴 (王机砮)
- Baindari 摆银答里 († 1607)

### Weiter wichtige Häuptlinge
- 月魯帖木兒
- 古倫豆蘭帖木兒
- 사리첩목아(闍梨帖木兒)